# Port lotniczy Wadi Ajn
Port lotniczy Wadi Ajn – krajowy port lotniczy położony w mieście Wadi Ajn, w Jemenie.